# Mount Ruth Gade
Mount Ruth Gade ist ein 3515 m hoher und pyramidenförmiger Berg in der antarktischen Ross Dependency. Er ragt 5 km nordöstlich des Mount Wedel-Jarlsberg in der Quarles Range auf.
Der norwegische Polarforscher Roald Amundsen entdeckte ihn im November 1911 im Rahmen seiner Südpolexpedition (1910–1912) und benannte ihn nach einer der Töchter des norwegischen Diplomaten Fredrik Herman Gade (1871–1943), eines Freunds und Unterstützers Amundsens.